# روگوزچه

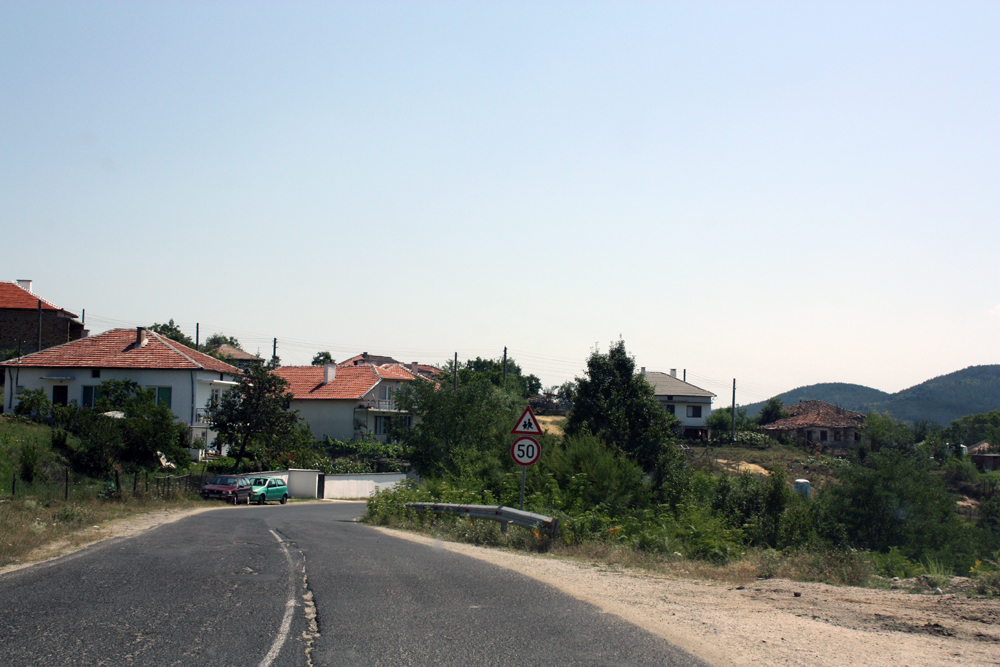
روگوزچه

روگوزچه (به بلغاری: Rogozche) یک منطقهٔ مسکونی در بلغارستان است که در شهرستان ژبل واقع شده‌است.